# Teos La Firma
El Club Teos La Firma A.C. fue un equipo de fútbol de la ciudad de Boca del Río en el Estado de Veracruz en México, participó en la Segunda División de México.
- Datos: Q6142077